# Neuenstein (Baden-Württemberg)
Neuenstein è una città tedesca di 6 224 abitanti, situata nel land del Baden-Württemberg.
Qua nacque il nobile Volfango Giulio di Hohenlohe-Neuenstein.

## Monumenti e luoghi d'interesse
- Castello di Neuenstein - castello rinascimentale costruito per diventare la residenza principale del casato di Hohenlohe-Neuenstein, ramo protestante del casato di Hohenlohe. Oggi ospita il museo del castello e il Hohenlohe-Zentralarchiv Neuenstein gestito congiuntamente dal Baden-Württemberg e dagli Hohenlohe.